# Bandikowate
Bandikowate (Chaeropodidae) – wymarła monotypowa rodzina ssaków z rzędu jamrajokształtnych (Peramelemorphia).

## Zasięg występowania
Rodzina obejmowała gatunki występujące w Australii.

## Morfologia
Długość ciała (bez ogona) 23–26 cm, długość ogona 10–15 cm; masa ciała około 200 g.

## Systematyka

### Etymologia
Chaeropus (Choeropus): gr. χοιρος khoiros „świnia”; πους pous, ποδος podos „stopa”.

### Podział systematyczny
Do rodziny należał jeden rodzaj z następującymi gatunkami:
- Chaeropus yirratji Travouillon, Simões, Miguez, Brace, Brewer, Stemmer, Price, Cramb & Louys, 2019
- Chaeropus ecaudatus (Ogilby, 1838) – bandik świnionogi
- Chaeropus baynesi Travouillon, 2016